# Андреевка (Суворовский район)
Андреевка — деревня в Суворовском районе Тульской области России.
В рамках административно-территориального устройства относится к Марковской сельской территории Суворовского района, в рамках организации местного самоуправления входит в Юго-Восточное сельское поселение.

## География
Деревня находится в западной части Тульской области, в зоне хвойно-широколиственных лесов, в пределах северной части Среднерусской возвышенности, на берегах реки Тресны, к югу от автодороги 70Н-044, на расстоянии примерно 3 километров (по прямой) к востоку от города Суворова, административного центра района. Абсолютная высота — 172 метра над уровнем моря.

### Климат
Климат характеризуется как умеренно континентальный, с умеренно холодной снежной зимой и тёплым летом. Средняя температура воздуха для зимнего периода — −11 — −10 °C; для летнего периода — 18 — 19 °C. Безморозный период длится в течение 145 дней. Среднегодовое количество атмосферных осадков составляет 550—600 мм, из которых большая часть выпадает в тёплый период.

### Часовой пояс
Деревня Андреевка, как и вся Тульская область, находится в часовой зоне МСК (московское время). Смещение применяемого времени относительно UTC составляет +3:00.

## Палеонтология

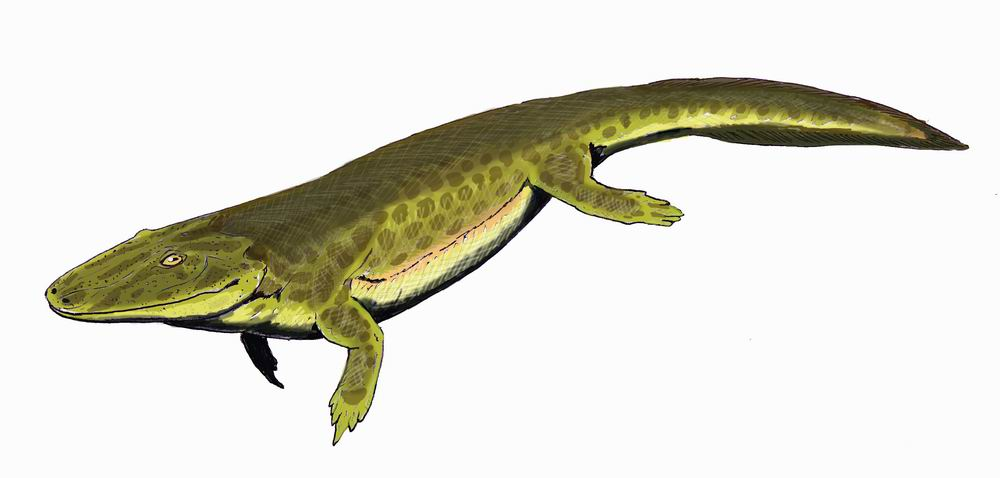
Реконструкция тулерпетона

На правом берегу Тресны, в 300 м выше по течению от Андреевки, находятся отложения позднего фаменского века (девонский период), в которых обнаружены окаменелости позвоночных. Ископаемый материал включает плакодерм, акантодов, кистепёрых, двоякодышащих и палеонисков, но особый интерес представляет находка небольшого (до 0,5 м в длину) тулерпетона (Tulerpeton) — древнейшего предка четвероногих на территории бывшего СССР. В окрестностях также находятся более молодые отложения раннего каменноугольного периода, где найдены ископаемые остатки акантодов, кистепёрых и двоякодышащих.

## Население
| 2010 |
| ---- |
| 42   |

### Национальный состав
Согласно результатам переписи 2002 года, в национальной структуре населения русские составляли 97 % из 58 чел.